# Liste der Finanzminister von Baden-Württemberg
Dies ist eine Liste der Finanzminister von Baden-Württemberg.

## Finanzminister Südbaden (1946–1952)
| Name               | Amtsantritt                      | Kabinett                 | Partei |
| ------------------ | -------------------------------- | ------------------------ | ------ |
| Paul Waeldin       | 3. Dezember 1946                 | Staatssekretariat Wohleb | DemP   |
| Leo Wohleb (komm.) | 26. Juni 1947                    | Wohleb I                 | CDU    |
| Wilhelm Eckert     | 23. Januar 1948 22. Februar 1949 | Wohleb II Wohleb III     | CDU    |
| Alois Schnorr      | 18. März 1952                    | Wohleb III               | CDU    |

## Finanzminister Württemberg-Baden (1945–1952)
| Name                   | Amtsantritt        | Kabinett  | Partei |
| ---------------------- | ------------------ | --------- | ------ |
| Reinhold Maier (komm.) | 24. September 1945 | Maier I   | DVP    |
| Fritz Cahn-Garnier     | 1. Januar 1946     | Maier I   | SPD    |
| Reinhold Maier (komm.) | 16. Dezember 1946  | Maier II  | DVP    |
| Edmund Kaufmann        | 24. Februar 1949   | Maier II  | DVP    |
| Karl Frank             | 11. Januar 1951    | Maier III | DVP    |

## Finanzminister Württemberg-Hohenzollern (1946–1952)
| Name           | Amtsantritt      | Kabinett                 | Partei |
| -------------- | ---------------- | ------------------------ | ------ |
| Paul Binder    | 9. Dezember 1946 | Staatssekretariat Schmid | CDU    |
| Lorenz Bock    | 8. Juli 1947     | Bock                     | CDU    |
| Gebhard Müller | 13. August 1948  | Müller                   | CDU    |

## Finanzminister Baden-Württemberg (seit 1952)
| Name                    | Amtsantritt                                                  | Kabinett                                        | Partei |
| ----------------------- | ------------------------------------------------------------ | ----------------------------------------------- | ------ |
| Karl Frank              | 25. April 1952 7. Oktober 1953 9. Mai 1956 17. Dezember 1958 | Maier Müller I Müller II Kiesinger I            | FDP    |
| Hermann Müller          | 23. Juni 1960 11. Juni 1964                                  | Kiesinger II Kiesinger III                      | FDP    |
| Kurt Angstmann          | 16. Dezember 1966                                            | Filbinger I                                     | SPD    |
| Robert Gleichauf        | 12. Juni 1968 8. Juni 1972 2. Juni 1976 30. August 1978      | Filbinger II Filbinger III Filbinger IV Späth I | CDU    |
| Guntram Palm            | 4. Juni 1980 6. Juni 1984 8. Juni 1988                       | Späth II Späth III Späth IV                     | CDU    |
| Gerhard Mayer-Vorfelder | 13. Januar 1991 11. Juni 1992 11. Juni 1996                  | Teufel I Teufel II Teufel III                   | CDU    |
| Gerhard Stratthaus      | 11. November 1998 12. Juni 2001 29. April 2005 14. Juni 2006 | Teufel III Teufel IV Oettinger I Oettinger II   | CDU    |
| Willi Stächele          | 3. Juni 2008 24. Februar 2010                                | Oettinger II Mappus                             | CDU    |
| Nils Schmid             | 12. Mai 2011                                                 | Kretschmann I                                   | SPD    |
| Edith Sitzmann          | 12. Mai 2016                                                 | Kretschmann II                                  | Grüne  |
| Danyal Bayaz            | 12. Mai 2021                                                 | Kretschmann III                                 | Grüne  |